# Bulbine bulbosa
Bulbine bulbosa es una especie de planta herbácea perteneciente a la familia Xanthorrhoeaceae, subfamilia Asphodeloideae, que se encuentra en Australia.

## Descripción
Es una planta herbácea perennifolia que alcanza un tamaño de 27-75 cm de altura, con raíces gruesas y, a menudo con el bulbo de 25.7 mm de largo, y 12-23 mm de diámetro. Las hojas  canalizadas, de 4.5-48 cm de largo, con diámetro de 8 mm. Las inflorescencias de 19-50 cm de largo, y 1.5 mm de diámetro, en forma de racimo  con 50 flores de color amarillo. Estas a menudo son fragantes. El fruto es una cápsula de 3-6 mm de largo; con semillas 0.8-2 mm de largo, marrón a casi negro.

## Distribución y hábitat
Se encuentra en zonas húmedas de bosques, pastizales y en el bosque esclerófilo de Australia, en Queensland.

## Taxonomía
Bulbine bulbosa fue descrita por (R.Br.) Haw. y publicado en Supplementum Plantarum Succulentarum ... 33, en el año 1821.
Sinonimia
- Anthericum bulbosum R.Br.
- Anthericum semibarbatum Hook.
- Blephanthera depressa Raf.
- Blephanthera hookeri Raf.
- Bulbine australis Spreng.
- Bulbine fraseri Kunth
- Bulbine subbarbata Steud.
- Bulbinopsis bulbosa (R.Br.) Borzì
- Phalangium bulbosum (R.Br.) Kuntze[4]